# Dhafer Youssef
Dhafer Youssef (arabiska: ظافر يوسف;), född 19 november 1967 i Teboulba i Tunisien, är en tunisisk jazzmusiker, verksam som sångare, oud-spelare och kompositör. Sedan 1990 bor han i Europa (Paris och Wien). Youssef har gett ut sex soloalbum, och har samarbetat med bland andra den sardinske trumpetaren Paolo Fresu och den norske gitarristen Eivind Aarset. 

## Diskografi

### Soloalbum
- 1999: Malak (Enja Records)
- 2001: Electric Sufi (Enja Records)
- 2003: Digital Prophecy (Justin Time)
- 2006: Divine Shadows (Jazzland Recordings)
- 2007: Glow (Material Records), med Wolfgang Muthspiel
- 2010: Abu Nawas Rhapsody (EmArcy)
- 2013: Birds Requiem (Okeh)

### Medverkar på
- 1997: Blue Planet - Peace for Kabul (Blue Flame World Music), med Lenny MacDowell och Hakim Ludin
- 1998: hot ROOM (Extraplatte)
- 2003: Exile (Enja Records), med Gilad Atzmon & The Orient House Ensemble
- 2005: Odem (med Wolfgang Puschnig och Jatinder Thakur) (EmArcy)
- 2006: Homescape (ACT Music), med Nguyên Lê Duos Paolo Fresu
- 2008: Jo & Co (Universal Music Polska), med Anna Maria Jopek feat. Richard Bona och Mino Cinelu
- 2008: Latitudini - Omaggio Alla World Music (Casa Del Jazz), med Paolo Fresu och Eivind Aarset